# Agoma transita
Agoma transita là một loài bướm đêm trong họ Noctuidae.